# آلان غاربر
آلان مايكل غاربر (من مواليد 7 مايو 1955) هو طبيب أمريكي وخبير اقتصادي في الصحة وإداري أكاديمي. يشغل منصب الرئيس الحادي والثلاثين لجامعة هارفارد.

## النشأة والتعليم
وُلِد غاربر في إلينوي عام 1955، لوالديه هاري وجين غاربر في أسرة يهودية. نشأ في روك آيلاند، إلينوي. 
التحق غاربر بكلية هارفارد حيث حصل على درجة البكالوريوس في الاقتصاد عام 1976، ثم حصل على درجة الماجستير والدكتوراه في الاقتصاد من نفس الجامعة. أثناء متابعته للدكتوراه، التحق في الوقت ذاته بجامعة ستانفورد، حيث حصل على درجة دكتور في الطب عام 1983. أكمل غاربر تدريبه في برنامج الإقامة في الطب الباطني في مستشفى بريغهام والنساء التابع لكلية طب هارفارد في بوسطن عام 1986.

## المسيرة المهنية
خلف غاربر ستيفن هايمان في منصب نائب رئيس جامعة هارفارد في 1 سبتمبر 2011. شغل هذا المنصب حتى 14 مارس 2024، عندما تولى جون إف. مانينغ المنصب بشكل مؤقت.
غاربر هو أيضًا أستاذ مالينكروت لسياسة الرعاية الصحية في كلية طب هارفارد، وأستاذ الاقتصاد في كلية الفنون والعلوم بجامعة هارفارد، وأستاذ السياسة العامة في كلية جون إف. كينيدي للإدارة الحكومية، وأستاذ في قسم سياسة وإدارة الصحة في كلية هارفارد تي إتش تشان للصحة العامة.
هو حاليًا رئيس جامعة هارفارد حتى عام 2027، بعد أن خلف كلودين غاي بعد استقالتها. تم تعيينه في البداية كقائم بأعمال الرئيس، وفي 2 أغسطس 2024 أعلنت هيئة إدارة هارفارد أن غاربر سيكون الرئيس الدائم للجامعة لفترة ثابتة مدتها ثلاث سنوات تنتهي بنهاية العام الدراسي 2026-2027.

## الجدل

### معارضة تنظيم اتحاد طلاب الدراسات العليا
في يوليو 2016، أطلقت مكتب نائب رئيس جامعة هارفارد صفحة على الويب رداً على جهود طلاب الدراسات العليا في الجامعة لتنظيم اتحاد. في 23 أغسطس 2016، عقب قرار كولومبيا الذي أعاد حقوق الاتحاد لمساعدي التدريس والبحث، كتب مكتب نائب الرئيس في رسالة بريد إلكتروني إلى الطلاب: "نواصل الاعتقاد بأن العلاقة بين الطلاب والجامعة تتعلق أساسًا بالتعليم، وأن التنظيم النقابي سيؤدي إلى تعطيل البرامج الأكاديمية والحريات والتوجيه والبحث في هارفارد." بعد قرار المدير الإقليمي لمجلس العلاقات العمالية الوطني بأن جامعة هارفارد انتهكت قاعدة إكسيليسيور، دافع غاربر عن استئناف الجامعة أمام مجلس العلاقات العمالية الوطني في واشنطن العاصمة، وكتب أن الجامعة "تعتقد أن نتائج انتخابات نوفمبر 2016، التي تعكس أصوات الطلاب المطلعين جيدًا، يجب أن تظل، وقد استأنفت قرار المدير الإقليمي المخالف لذلك."

### عضوية مجالس شركات الأدوية
في أكتوبر 2019، أفادت صحيفة "هارفارد كريمسون" بأن غاربر حصل على أكثر من 2.7 مليون دولار من عضويته في مجلس إدارة شركتي إكسليكسيس وفيرتكس للأدوية منذ تعيينه نائبًا لرئيس جامعة هارفارد في عام 2011، وفقًا لتقارير لجنة الأوراق المالية والبورصات. أشارت الشركات إلى أن تعويضه كان طبيعيًا لأعضاء مجلس الإدارة. وذكر غاربر أنه قد كشف بشكل شامل عن ارتباطاته بالصناعة في نماذج تضارب المصالح الخاصة بالجامعة.

### حفل التخرج لعام 2024
تحت قيادة غاربر، تعرضت إدارة جامعة هارفارد لانتقادات لمنعها 13 طالبًا جامعيًا من استلام شهاداتهم في حفل التخرج السنوي كعقوبة على مشاركتهم في احتجاجات مؤيدة لفلسطين. انتقد ما يقرب من 500 من أعضاء هيئة التدريس والطلاب في هارفارد هذه العقوبات واعتبروها غير متناسبة وغير مسبوقة ومصممة لقمع النقاش المفتوح، بينما اعتبرها آخرون مثالاً على "استثناء فلسطين" من حرية التعبير. تم إلغاء القرار في البداية من قبل 115 عضوًا من أعضاء هيئة التدريس في كلية الفنون والعلوم، لكن أعيد تفعيله في النهاية من قبل هيئة إدارة هارفارد.